# Newman (Illinois)
Pour les articles homonymes, voir Newman.
Newman est une ville du comté de Douglas, dans l'Illinois, aux États-Unis. Elle est incorporée le 17 mai 1876,. Lors du recensement de 2010, la ville comptait une population de 865 habitants.

## Source de la traduction
- (en) Cet article est partiellement ou en totalité issu de l’article de Wikipédia en anglais intitulé « Newman, Illinois » (voir la liste des auteurs).